# グル (ウガンダ)
グル（Gulu）は、ウガンダの北部地域にある都市。グル県の県都である。首都のカンパラからは陸路で約340キロメートル (210 mi)の位置にある。また、鉄道やグル空港を使ってのアクセスも可能な都市である。

## 歴史
18世紀から19世紀にかけてのイギリス帝国統治下では、北部ウガンダは南部ウガンダより開発が遅れていた。人々は軍や警察に志願していたため、第一次世界大戦や第二次世界大戦の際には多くの市民が戦地へと趨いた。
1962年にウガンダが独立して以降も貧しい状態は依然として続いた。クーデターが相次いだ1986年末には元軍人らによる叛乱グループが濫立したが、翌年ヨウェリ・ムセベニのグループに統一された。1988年から1989年にはアリス・アウマ率いる叛乱軍が成立、アリス・アウマがケニアに逃亡した1990年代には多くの武装勢力が神の抵抗軍へと流れ、グル周辺は神の抵抗軍に脅かされるようになった。ウガンダ人民民主軍はこれに対して彼らの残虐さを告発した。
1996年にウガンダ政府はグルの全市民に対し国内避難民キャンプへの移住を指示した。StGiNUを始めとする民間組織は北部ウガンダにおけるこの「強制収容所」の即時閉鎖を要求した。2007年春からはウガンダ政府と神の抵抗軍の指導者であるジョゼフ・コニーとの間で停戦合意が為され比較的平和になった。更に神の抵抗軍は急速に勢力を弱体化させ、2012年には僅かに39人が殺されたのみで2,500人の軍隊による統治下に置かれている。
2012年にアメリカ合衆国とウガンダの赤十字はオープンストリートマップに精確な地図を提供する計画を立案した。アメリカ合衆国政府から無償提供された衛星画像をクラウドを用いながらトレースする事によって作成され、有志によって通りの名称や建物名がタグ付けされた。この計画の目的は成り立っていない統治に資することにあった。

## 気候
ケッペンの気候区分ではサバナ気候(Aw)に分類される（ただし、下記の図では最寒月が雨季に、最暖月が乾季に当たるため、熱帯夏季少雨気候(As)と見ることもできる。熱帯夏季乾燥気候はサバナ気候と区別しない場合もある）。
| Guluの気候                              | Guluの気候  | Guluの気候  | Guluの気候  | Guluの気候  | Guluの気候  | Guluの気候  | Guluの気候  | Guluの気候  | Guluの気候  | Guluの気候  | Guluの気候  | Guluの気候  | Guluの気候    |
| 月                                      | 1月         | 2月         | 3月         | 4月         | 5月         | 6月         | 7月         | 8月         | 9月         | 10月        | 11月        | 12月        | 年            |
| --------------------------------------- | ----------- | ----------- | ----------- | ----------- | ----------- | ----------- | ----------- | ----------- | ----------- | ----------- | ----------- | ----------- | ------------- |
| 平均最高気温 °C （°F）                  | 32.1 (89.8) | 32.3 (90.1) | 31.2 (88.2) | 29.3 (84.7) | 28.2 (82.8) | 27.7 (81.9) | 26.7 (80.1) | 26.9 (80.4) | 28.1 (82.6) | 28.7 (83.7) | 29.7 (85.5) | 30.4 (86.7) | 29.27 (84.71) |
| 日平均気温 °C （°F）                    | 24.2 (75.6) | 24.6 (76.3) | 24.3 (75.7) | 23.4 (74.1) | 22.8 (73)   | 22.3 (72.1) | 21.6 (70.9) | 21.7 (71.1) | 22.3 (72.1) | 22.5 (72.5) | 23 (73)     | 23.2 (73.8) | 22.99 (73.35) |
| 平均最低気温 °C （°F）                  | 16.4 (61.5) | 17 (63)     | 17.5 (63.5) | 17.6 (63.7) | 17.4 (63.3) | 16.9 (62.4) | 16.5 (61.7) | 16.5 (61.7) | 16.5 (61.7) | 16.4 (61.5) | 16.4 (61.5) | 16.1 (61)   | 16.77 (62.21) |
| 降水量 mm （inch）                      | 17 (0.67)   | 32 (1.26)   | 88 (3.46)   | 164 (6.46)  | 182 (7.17)  | 146 (5.75)  | 159 (6.26)  | 217 (8.54)  | 179 (7.05)  | 185 (7.28)  | 102 (4.02)  | 36 (1.42)   | 1,507 (59.34) |
| 出典：Climate-Data.org, altitude: 1116m |             |             |             |             |             |             |             |             |             |             |             |             |               |

## 地勢
アチョリがグルの人口の8割を占めており、宗教的にはキリスト教が多数派になっている。話される言語はさまざまでルオ語群、スワヒリ語、英語、ガンダ語等となっている。
内戦が長く続いたため、この地域では最高で推定200万人が国内避難民キャンプに居住していた。2009年4月には全て閉鎖され、人々は元々の村に住むことができるようになった。2009年7月にはキャンプに住んでいたうち145万2000人(80.7%)が故郷に帰り、残りの38万8000人が立ち退き中あるいは永住とのことであった 。
ウガンダ人民民主軍と神の抵抗軍の停戦前には1万5000人の子供が「夜の通勤者」(night commuters)として誘拐されない夜に都市内部へ通っていた。2006年末に停戦されると「夜の通勤者」の数は減少した。
2002年の国勢調査によればグルの人口は11万9430人と推定される。ウガンダ統計局は2010年のグルの人口を14万9900人と推定した。2011年には15万4300人と推定した。2014年8月27日には15万2276人と横ばいになった。

## 経済

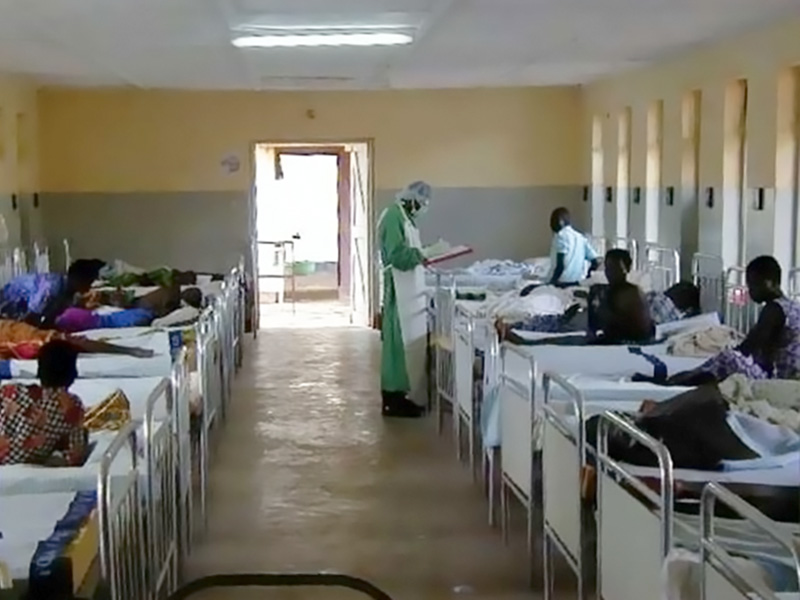
エボラ出血熱の流行

グルは北部地域の経済的な中心都市である。ウガンダ人民民主軍と神の抵抗軍が和平交渉に乗り出して以降、経済的にも再び重要になってきた。
教育機関としてはグル大学が存在し、農業から薬学、ビジネス、紛争解決など様々な教育を施している。北部地域にある2つの公立大学の1つであり、もう1つはアルアにあるムニ大学である。薬学部は国内に数少なく、2015年2月の時点では全国に9つしかないうちの1つとなっている。マネジメント研究所はカンパラに本部を置くものの、キャンパスはグルに置かれている。
病院は3つあり、聖メアリー病院、グル地域照会病院、グル独立病院が存在している。また、県の行政組織もグルに置かれている。

## 交通

### 空路
グル空港が存在しており、10,314フィート (3,144 m)の滑走路を有している。エンテベ国際空港に次いで、ウガンダでは2番目に大きな空港となっている。

### 鉄道
トロロからパクワックを結ぶメートル軌の鉄道が1993年まで用いられていた。その後、地溝帯鉄道コンソーシアムが線路上の植生の除去と鉄道施設の修理を行ったため、2013年9月14日に20年ぶりに再開、隣国ケニアのモンバサまで輸送する事が出来るようになった。この路線は公式には「トロロ-グル-パクワック線」と呼ばれており、「地溝帯線」とも呼ばれている。

## スポーツ
サッカークラブのグル・ユナイテッドFCが本拠地を構えており、ペセ・ウォー・メモリアル・スタジアムは3万人収容のスタジアムである。英国統治時代の1959年に建てられ、最近になって破壊され、使用されていない。元々は水道と電気が通っていたが、これも現在通っていない。かつてはウガンダ・カップ等の大会を行っており、地域の学校のスポーツ大会等も行われていた。グル県と教育省はスタジアムの修復を計画しており、払下げも計画している。

## 娯楽
500万人から600万人の視聴者がいるとされるチョイスFMを始めとする複数のラジオ局がグルに存在している。
タクス・センターはグル唯一の文化施設である。巨大な芝生があり、地元の人々が結婚式やアチョリの踊りなどの文化活動を行っている。

## 施設
グル及びその近郊にある施設
- グル空港
- グル大学 - 北部地域唯一の薬学部を擁する公立大学
- ペセ・スタジアム - 3万人収容の北部地域最大のスタジアム
- グル県庁
- グル教区本部
- 北部地域教区本部
- ウガンダ人民防衛軍第4区本部
- グル市役所
- グル地域照会病院
- 聖メアリー病院
- グル独立病院
- グル中央市場
- グル通貨センター - ウガンダ銀行保有

## 姉妹都市・提携都市
- 日本 泉佐野市
2017年7月に友好都市提携[19]